# Der Florentiner Hut (1939)
Der Florentiner Hut ist eine deutsche Spielfilmkomödie aus dem Jahr 1939. Als Vorlage diente Eugène Marin Labiches Bühnenkomödie Ein Florentinerhut (Un chapeau de paille d' Italie, 1851).

## Handlung
Theo Farina ist überzeugter Junggeselle, bis er Helene, die Tochter des Baumschulbesitzers Barbock, kennenlernt. Prompt macht er ihr einen Heiratsantrag, in den ihr Vater einwilligt. Am Tage seiner Hochzeit allerdings frisst sein Droschkenpferd den Florentiner Hut der schönen Pamela, die mit ihrem Geliebten im Wald spazieren gegangen war. Aus Angst, ihr Gatte Sarabant würde von ihrem Verhältnis zu ihrem Geliebten erfahren, wenn er den zerfressenen Hut sehen würde, verlangt sie von Farina, ihr den gleichen Hut zu besorgen. Farina weigert sich zunächst, willigt dann jedoch ein, als ihr Geliebter droht, ihn zu erschießen.
Während die Hochzeit ihren Lauf nimmt, läuft Farina in Geschäfte und zu Leuten, die einen solchen Hut gekauft haben, wobei er einmal sogar für einen Starsänger gehalten wird. Da auch noch die Familie seiner Braut für reichlich Verwirrung sorgt, findet sich die ganze Hochzeitsgesellschaft schließlich bei seinem Nachbarn ein, der – was Farina nicht weiß – Sarabant ist. Betrunken erzählt Farina diesem von der schönen Frau, deren Hut sein Pferd gefressen hat, und ihrem Liebhaber. Daraufhin will Sarabant beide, die sich immer noch in Farinas Haus befinden, umbringen. Im Laufe der Verwirrung taucht ein Hochzeitsgeschenk auf. Zur Überraschung Farinas handelt es sich hierbei um einen Florentiner Hut, den ihm sein Onkel Florian geschenkt hat. Er schenkt diesen Hut Pamela, deren Problem somit gelöst ist.

## Stilistische Besonderheiten
Aufgrund verschiedener – durchaus innovativ zu nennender – Stilmittel hebt sich Der Florentiner Hut von anderen zu dieser Zeit (nicht nur in Deutschland) gedrehten Filmen ab:
- Es gibt keinen Vor- oder Abspann; die Darsteller und die Crew werden vielmehr in Form einer Moritat – vorgetragen von Bruno Fritz – vorgestellt.
- Aus der Moritat kann man eine subtile Kritik an der Zensurpraxis des Dritten Reiches herauslesen: Bernd Hoffmann und Horst Budjuhn schrieben so lange am Drehbuch, „bis es Gefallen fand und die allerhöchsten Prüfungen bestand“.
- Der Anfang dieses Filmes wird aus der Sicht Farinas (Heinz Rühmann) in Form von Rückblenden dargestellt, wobei Farina sich in der Art des Beiseitesprechens an das Publikum wendet. Regisseur Wolfgang Liebeneiner wandte dabei die Methode der subjektiven Kamera an. Farina selbst tritt in diesen Rückblenden nicht auf, da seine Person durch die Kamera ersetzt wird. Dabei werden die Worte seiner Dialogpartner von Farina nachgesprochen, wobei er ihre Stimmen imitiert.
- Am Schluss des Filmes wird nicht der übliche Ende-Titel eingeblendet; vielmehr fällt ein Kronleuchter von der Decke, es wird dunkel und man hört die Worte „Liebes Publikum: alles ist aus!“.

## Hintergrund
Der Film wurde von Mitte Januar bis 22. Februar 1939 in der Ufastadt Babelsberg gedreht.
Die inoffizielle Uraufführung fand am 3. April 1939 in Anwesenheit Adolf Hitlers auf dem KdF-Schiff Robert Ley während dessen Jungfernfahrt statt. Eigentliche Uraufführung war am 4. April 1939 in Magdeburg. In Berlin kam der Film erstmals am 18. April 1939 im Gloria-Palast zur Aufführung.
Herti Kirchner, die Darstellerin der Helene, starb nur vier Wochen nach der Premiere des Films bei einem Autounfall.

## Auszeichnungen
- Prädikat künstlerisch wertvoll der Filmprüfstelle

## Kritiken
- Eine zeitgenössische Kritik lautete: „Der Film ist ganz auf Wirkung gemacht, die komischen Situationen lösen sich ohne Pause ab, die Pointen hageln wie Maschinengewehrfeuer, und das Ganze verbindet eine wirksame Idee. In der Rolle des Bräutigams zog Rühmann alle Register seines komischen Talentes…“[3]

- Lexikon des internationalen Films: „Turbulent inszenierte Komödie voller burlesker Situationen.“[4]